# Generaalsruzie
De Generaalsruzie was een conflict tussen generaals van de Nederlandse Koninklijke Landmacht en het Ministerie van Defensie in 1973.

## Ontstaan
De ruzies en conflicten ontstonden door verschillende onderwerpen die met bezuinigingen en veranderingen binnen de Krijgsmacht te maken hadden. De Ministers van Defensie van de periode 1967-1973 (Den Toom, De Koster en Vredeling) zouden een grote rol hebben gespeeld in het conflict.

## Oorzaken
De belangrijkste oorzaken van deze ruzie waren:

### De 'vermaatschappelijking' van de Krijgsmacht
Dienstplichtige militairen kregen meer vrijheden en meer eigen verantwoordelijkheden. Inspecties gingen omlaag, soldaten mochten zelf weten wanneer ze opstonden, ze kregen rechten tot staken en demonstreren.

### Materiële achterstanden
Het aankopen van vernieuwd materieel, tanks en overig geschut was verouderd en er was niet zoveel geld beschikbaar voor nieuw materieel. De KL liep daarmee grote achterstanden op.

### Soldatenvakbonden
Een van die soldatenvakbonden die onderdeel was van deze ruzie was de Vereniging van Dienstplichtige Militairen (VVDM), die vakbond zette zich in voor de dienstplichtigen. Zij waren voor vermaatschappelijking van de krijgsmacht. Zij organiseerden ook massale acties tegen het gevoerde beleid van de legertop en de politieke leiding op Defensie.

### Afschaffing van de groetplicht buiten de kazerne
De Groetplicht werd in 1971 door minister Den Toom buiten de kazernes afgeschaft, maar hij handhaafde deze binnen de kazernes. Het volgende kabinet weigerde de groetplicht binnen de kazernes af te schaffen, daaruit kwamen weer nieuwe landelijke acties van soldatenvakbonden voort. Onder het kabinet dat daarna kwam werd in 1973 de groetplicht afgeschaft.

### Het toestaan van lange haren voor militairen
Het toelaten van lang haar werd in 1971 vrijgegeven door minister Den Toom. Lang haar was samen met de popmuziek kenmerkend voor de hippietijd. Dienstplichtig soldaat Rinus  Wehrmann weigerde in maart 1971 zijn haar te knippen en werd door de Krijgsraad veroordeeld tot 2 jaar cel. Den Toom werd vanwege dit besluit flink onder vuur genomen door de pers en door parlementariërs. In juni gaf Den Toom toe. De haardracht werd toegelaten, maar wel moest er bij belangrijke gelegenheden een haarnetje worden gedragen. Wehrmann werd op rechterlijk bevel vrijgelaten. Vanaf dat besluit waren in alle militaire gebieden in Nederland militairen met lang haar te vinden.

### De nota-Meijnderts
In mei 1972 kwam een nota in de pers die luitenant-generaal Meijnderts, Commandant 1e Legerkorps, naar premier Biesheuvel stuurde. Meijnderts leverde forse kritiek op het Landmachtbeleid en botste meerdere malen met de CGS/BLS luitenant-generaal IJsselstein en kwalificeerde zijn ideeën en die van de andere staven, als 'Verouderd, Amateuristisch en weinig Slagvaardig'. Verder pleitte Meijnderts in zijn nota tot verkorting van de diensttijd, meer operationele inzetbaarheid van de KL en om de 101 Infanteriebrigade om te bouwen tot een Luchtlandingbrigade. Minister De Koster slaagde erin Meijnderts en IJsselstein met elkaar te verzoenen. In maart 1973 liep het conflict echter weer op. De meeste KL-generaals verweten Meijnderts dat hij zijn ondercommandanten had ingelicht over het overleg in de Raad van Opperofficieren. Meijnderts meende dat zijn kandidaten werden gepasseerd. De KL-generaals dreigden met aftreden, wanneer Meijnderts zijn zin kreeg en na zijn uitspraken mocht aanblijven. 
Biesheuvel en De Koster stelden een commissie in onder leiding van Gerard Langemeijer, procureur-generaal bij de Hoge Raad. De commissie kreeg als opdracht advies uit te brengen over de vraag of Meijnderts' ontslag juist en noodzakelijk was geworden. Op 18 juli bracht de commissie-Langemeijer haar rapport uit. De commissie had grote kritiek op de handelwijze van Meijnderts, maar ze meende niet tot ontslag te hoeven adviseren. Nu er een nieuw kabinet is, achtte de commissie de verhoudingen binnen de KL-top als 'wenselijk en niet onmogelijk'. Meijnderts had van tevoren gezegd herhaling te zullen voorkomen, moest het haalbaar zijn 'met een schone lei' te beginnen.

## Gevolgen
Door het conflict traden er vijf generaals af.
| Naam                               | Functie                                                         | Toelichting |
| ---------------------------------- | --------------------------------------------------------------- | --- |
| Luitenant-generaal W. van Rijn     | Voorzitter Comité Verenigde Chefs van Staven                    | Van Rijn trad op 25 juni onverwacht af, maar los van deze ruzie. Hij wilde geen verantwoordelijkheid meer dragen op het te voeren defensiebeleid, omdat naar zijn inzien de gevechtskracht en discipline sterk waren verminderd. Hij zag ook af van zijn bevordering tot generaal (4 sterren). Van Rijn werd opgevolgd door luitenant-generaal vlieger A.J.W. Wijting. |
| Luitenant-generaal N. Berghuijs    | Opperofficier Personeel KL                                      | Berghuijs vroeg ontslag uit de actieve dienst aan bij minister Vredeling. Hij vond het advies dat Vredeling overnam, volstrekt onaanvaardbaar. En hij beschouwde de handelwijze van Meijnderts als 'een ernstige aantasting van de krijgstucht'. |
| Luitenant-generaal G. IJsselstein  | Chef Generale Staf/Bevelhebber der Landstrijdkrachten (CGS/BLS) | IJsselstein had moeite met de conclusies van de commissie-Langemeijer, maar hij zag nog geen reden tot ontslag. Maar de minister was erg onder de indruk van de nota-Meijnderts. Vredeling gaf Meijnderts de opdracht zijn plannen nader uit te werken en op 1 december bij hem in te dienen. Dit was allemaal buiten de Generale Staf om gebeurd. IJsselstein was het natuurlijk volstrekt oneens met deze procedure en op zijn verzoek werd hem in december ontslag verleend. IJsselstein werd opgevolgd door generaal-majoor J.E. van der Slikke, op dat moment Commandant 1e divisie 7 December. |
| Luitenant-generaal F.E. Meijnderts | Commandant 1e Legerkorps                                        | Meijnderts bood teleurgesteld zijn ontslag aan. Hij had verwacht dat met het vertrek van IJsselstein de functie van CGS/BLS voor hem binnen handbereik lag, maar hij werd te omstreden geacht voor die functie. Hij had zijn plannen over de diensttijd ingediend en had het zelf willen omzetten. Hij trad uit de KL op 1 januari 1974. Hij werd opgevolgd door generaal-majoor E. Gitz. |
| Brigadegeneraal W.A.F.A. Clumpkens | Stafofficier 1e Legerkorps                                      | Clumpkens, een van de opstellers van de nota-Meijnderts, schreef een brief aan de minister waarin hij meedeelde dat hij het begrijpelijk vond hem eervol ontslag te verlenen. Hij meende dat met Van der Slikke als CGS/BLS het plan om de diensttijd te verkorten geen enkele kans kreeg. Ook was zijn positie onhoudbaar geworden, omdat hij ook nog beschuldigingen uitte aan de secretaris-generaal van Defensie over financiële opdrachten. Clumpkens hield de eer aan zichzelf. |

## Publicaties
- Met de blik naar het Oosten de Koninklijke Landmacht 1945-1990 van J. Hoffenaar en B. Schoenmaker, 1990, Sdu Uitgeverij Koninginnegracht, ISBN 9012080452.
- H.P.M. Kremers, "De oorlog tussen de generaals: Het conflict in de top van de Koninklijke Landmacht, 1971-1973". Militaire Spectator, jaargang 176, pp. 378-389, nummer 9, 2007.